# Emily Intsiful
Emily Intsiful (* 1991 in Köln; vollständiger Name Anne-Marie Emilie Vallerie Intsiful) ist eine deutsche Sängerin, die 2013 durch die Castingshow The Voice of Germany bekannt wurde.

## Werdegang
Emily Intsiful ist ghanaisch-liberianischer Abstammung und in Deutschland geboren. Sie wuchs in Köln auf und besuchte in Ruppichteroth bei Bonn das St.-Theresien-Gymnasium, wo sie maßgeblich musikalisch gefördert wurde. 2010 nahm sie bei Jugend musiziert teil und erreichte das Bundesfinale, wo sie Platz drei belegte. Nach dem Abitur ging sie 2011 ins oberbayerische Altötting und schloss dort 2013 eine Ausbildung zur „Ensembleleiterin für Laienmusik“ an der Max-Keller-Berufsfachschule für Musik ab. Danach arbeitete sie zwei Jahre lang als Vocal- und Performancecoach sowohl im klassischen als auch im popmusikalischen Bereich.
Im Herbst 2013 nahm Emily Intsiful mit 22 Jahren an der dritten Staffel der Castingshow The Voice of Germany teil. Sie erreichte die Liveshows und kam dort mit ihrer Interpretation des Titels Walzer für Niemand ins Halbfinale. Sie kam damit auch in die deutschen Singlecharts, was außer ihr nur dem Sieger Andreas Kümmert und dem Zweitplatzierten Chris Schummert gelang. Auch das Original der Schweizerin Sophie Hunger konnte sich gleichzeitig erstmals in Deutschland platzieren. Allerdings verpasste Intsiful danach gegen die Konkurrentin Judith van Hel den Einzug ins Finale.
Nach der Produktion ihrer ersten selbst erarbeiteten Single „Da Da Da“ 2017 bekam Emily einen Anruf, ob sie nicht Lust hätte, mit Nena auf Tour zu gehen. Fortan arbeitete sie u. a. als Backgroundsängerin auf verschiedenen Konzerttouren von Nena.
Emily Intsiful ist eine vielseitige Sängerin und Songwriterin. Nachdem sie sich lange Zeit neben Pop und Jazz auf klassische Musik konzertierte und ein Studium in Operngesang anstrebte, begann sie in den letzten Jahren, ihren ghanaischen Wurzeln nachzugehen, was sich auch in ihren letzten Musikproduktionen niederschlägt.

## Diskografie
- Lieder aus The Voice
  - Give Me Love (Original: Ed Sheeran)
  - Home (Original: Michael Bublé)
  - Walzer für Niemand (Original: Sophie Hunger)
  - Hey Jude (Original: The Beatles)
  - Freunde (eigener Song)